# Дирак (кодек)
Дирак је један од најновијих поступака за кодовање видео материјала. Добио је име по познатом физичару Полу Дираку. Развио га је тим стручњака из познате телевизијске станице енг.BBC. 
За разлику од традиционалних поступака за кодовање видеа, он се заснива на мање познатој wavelet трансформацији. Још увек се налази у експерименталној фази, али теоретска база овог кодека даје добар основ за његов даљи развој. Велики број људи из целог света учествује у развијању овог кодека, пошто отворени код постоји на интернету, а сручњаци из познате енглеске телевизије су отворени за све сугестије и предлоге.